# (7131) Longtom
(7131) Longtom (1992 YL) – planetoida z pasa głównego asteroid okrążająca Słońce w ciągu 5,67 lat w średniej odległości 3,18 j.a. Odkryta 23 grudnia 1992 roku.